# Leucania semiconfluens
Leucania semiconfluens là một loài bướm đêm trong họ Noctuidae.